# Bo Ekelund
Bo Daniel Ekelund (ur. 26 lipca 1894 w Gävle, zm. 1 kwietnia 1983 w Saltsjöbaden) – szwedzki lekkoatleta specjalizujący się w skoku wzwyż, uczestnik letnich igrzysk olimpijskich w Antwerpii (1920), brązowy medalista olimpijski w skoku wzwyż.
W latach 1948–1965 był członkiem Międzynarodowego Komitetu Olimpijskiego, a w latach 1965–1983 honorowym członkiem MKOl.  

## Sukcesy sportowe
- czterokrotny medalista mistrzostw Szwecji w skoku wzwyż – dwukrotnie złoty (1919, 1920) oraz dwukrotnie brązowy (1915, 1918)[2]

| Rok  | Miasto    | Zawody               | Konkurencja | Wynik         |
| ---- | --------- | -------------------- | ----------- | ------------- |
| 1920 | Antwerpia | Igrzyska olimpijskie | skok wzwyż  | brązowy medal |

## Rekordy życiowe
- skok wzwyż – 1,93 (1919)